# Rhaetulus crenatus rubrifemoratus
Rhaetulus crenatus rubrifemoratus es una especie de coleóptero de la familia Lucanidae.

## Distribución geográfica
Habita en Fujian (China).